# Philoponella pisiformis
Philoponella pisiformis är en spindelart som beskrevs av Dong, Zhu och Yoshida 2005. Philoponella pisiformis ingår i släktet Philoponella och familjen krusnätsspindlar. Inga underarter finns listade i Catalogue of Life.